# コンベア240
コンベア240
南西航空が運用した機体
- 用途：旅客機
- 製造者：コンベア
- 初飛行：1947年3月16日
- 生産数：176機

コンベア240（Convair 240もしくはCV-240）は、1947年からアメリカのコンベア社によって生産されたレシプロ双発旅客機である。
コンベア240には胴体延長型としてコンベア340、コンベア440があり、一連のシリーズとしてコンベア240/340/440といった呼ばれかたをする場合もある。またそれぞれをターボプロップ化したコンベア580/600/640もあるが、本稿ではコンベア240についてのみ論述する。

## 概要

### 開発の経緯
第二次世界大戦前より大量に生産されたダグラス DC-3の代替需要を見越して、大戦終結後の1945年に、与圧したキャビンを持つ近代的な中近距離向けの中型旅客機（当時としては）として、アメリカン航空の求めに応じて開発計画がスタートされた。
当初、コンベアは30人乗りの双発旅客機として「モデル110」を開発し1946年7月8日に初飛行したが、戦後の航空需要増加を見越したアメリカン航空は方針を転換し、より大型の40人乗りの開発を求めた。そのため「モデル110」は解体され、改めて開発された「モデル240」は「CV-240」と称された。

### 就航
コンベア240の1号機は1947年3月16日に初飛行した。生産初号機は1948年2月28日に最初に引き渡され、ウエスタン航空やコンチネンタル航空などのアメリカの航空会社をはじめ、KLMオランダ航空や東亜航空など世界各国の航空会社に176機が引き渡された。

### スペック
- 全長：22.80m
- 全幅：28.00m
- 全高：8.20m
- 翼面積：75.9 m2
- 空虚重量：11,540 kg
- 積載重量：18,370 kg
- 最大離陸重量：19,278 kg
- 最大速度：315 mph (507 km/h)
- 巡航速度：280 mph (450 km/h)
- 操縦乗員：2 - 3名
- 乗客数:40
- エンジン：プラット・アンド・ホイットニー R-2800空冷二重星形18気筒レシプロエンジン（出力2,400hp)×2
- 最大積載航続距離：1,200 マイル (1,900 km)
- 実用上昇限度：16,000 ft(4,900 m)

## 日本のコンベア240
日本では、1950年代には非幹線のローカル路線を中心にコンベア240が17機運用されており、北日本航空と富士航空、日東航空、東亜航空、南西航空が使用していた。
1964年には、富士航空の1機が着陸に失敗する事故（富士航空機墜落事故）を起こしている。
東亜航空での運航を終了し、中古飛行機として払い下げられたコンベア240(JA5130)が、現在も1機のみ現存している。退役後に店舗等に利用されたものの、解体処分を受けずに日本各地(岐阜県→富山県→静岡県→三重県)を転々としていた。現在の所有者により、機体が離着陸をイメージした高架台に載せられ、静態保存されている。

## 軍用型

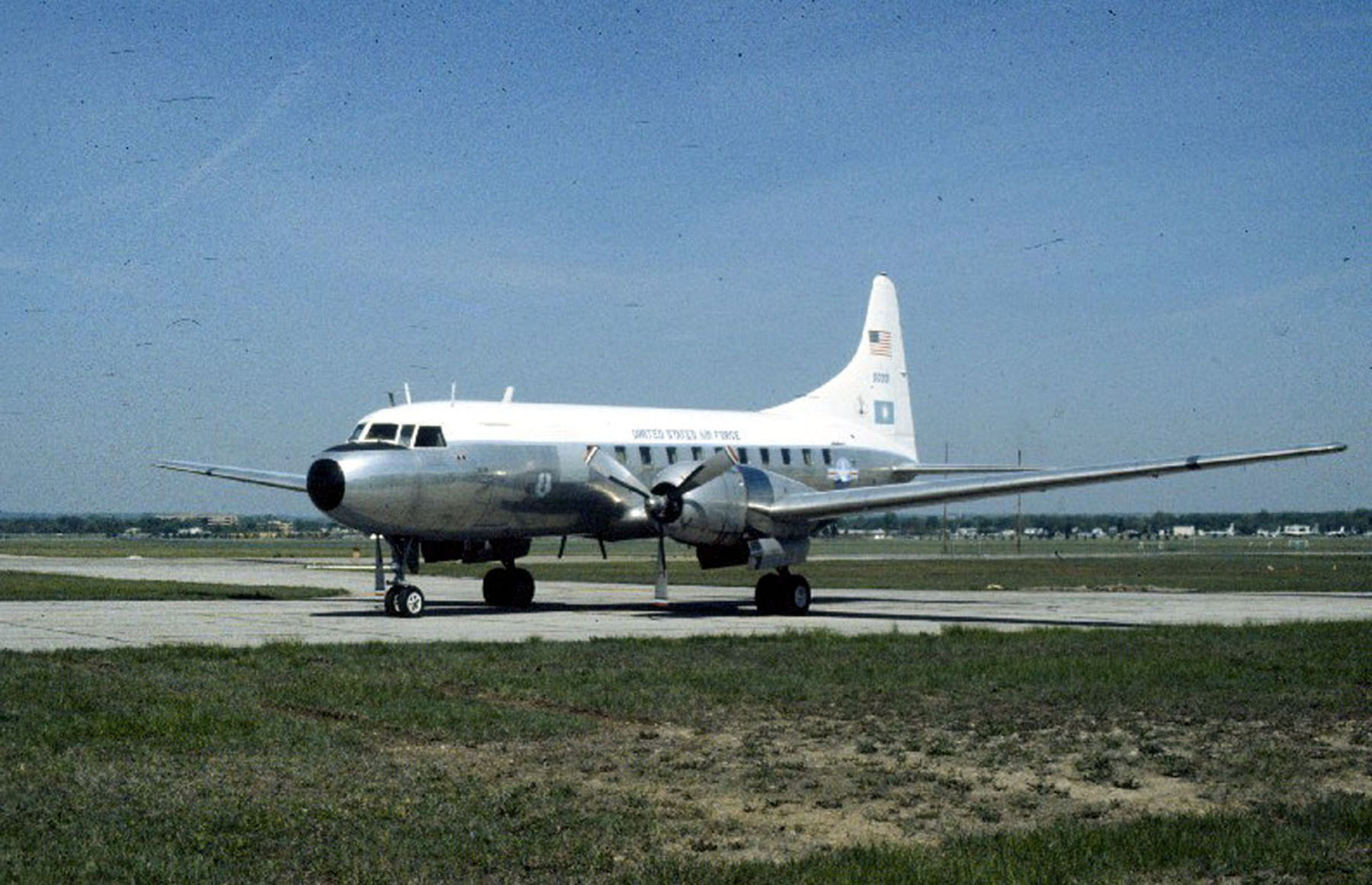
C-131 Samaritan

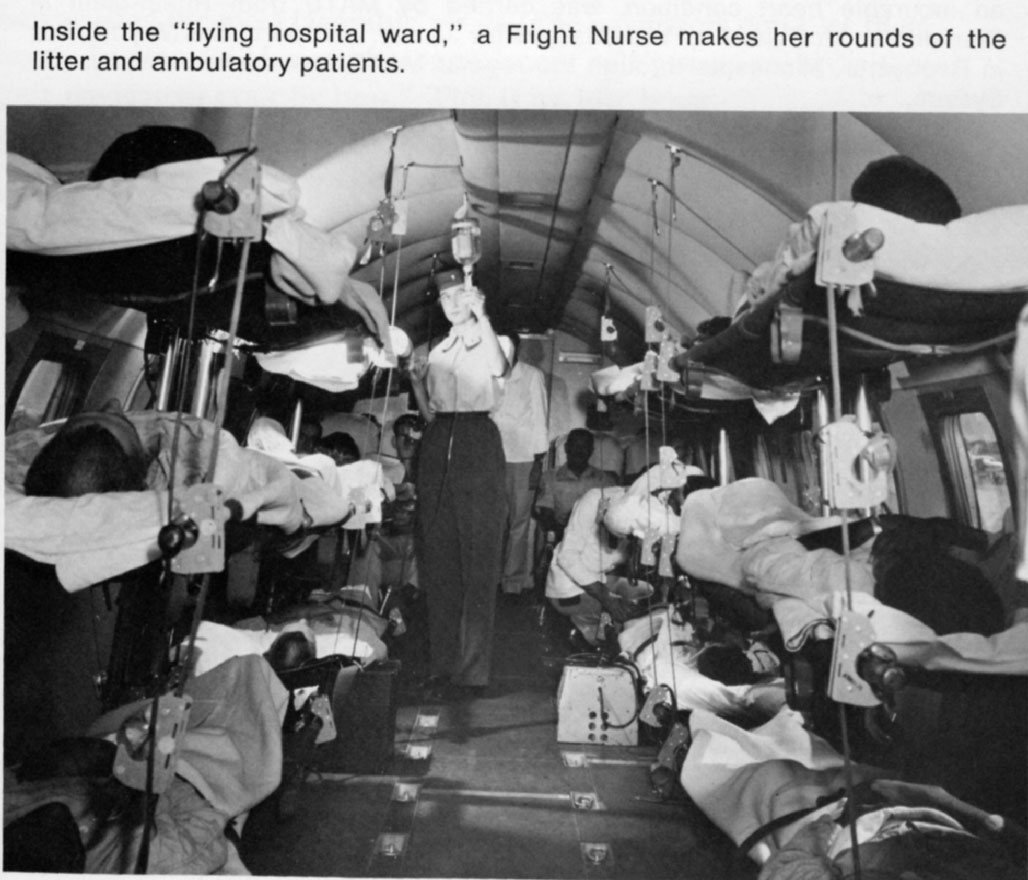
C-131で空輸される戦傷者

コンベア240は将官や戦傷者輸送のためにアメリカ空軍で輸送機として運用され、「C-131サマリタン（C-131 Samaritan）」と称されていた。この後継機が「C-9ナイチンゲール（DC-9）」である。また機上作業練習機型が「T-29」として採用された。

## エピソード
- コンベア240は、アメリカ大統領選挙で候補者の専用航空機として初めて使われた機体でもある。1960年の大統領選挙のキャンペーン時に、その後大統領に就任することとなったジョン・F・ケネディがコンベア240「キャロライン」を利用しており、この機は、現在航空宇宙博物館で保存されている。
- 1970年代当時人気絶頂にあったロックバンドレーナード・スキナードに終止符を打った機体として有名、もしくは悪名高い。パイロットエラーによる燃料切れからエンジンが2基とも停止に陥り墜落し、バンドリーダーであったロニー・ヴァン・ザント、ギタリストのスティーヴ・ゲインズ、バックボーカルのキャシー・ゲインズ(スティーヴの姉)、ローディのディーン・キルパトリック、操縦士、副操縦士の6人が死亡した。詳細はコンベア CV-240 N55VM墜落事故（英語版）を参照。